# Резолюции Совета Безопасности ООН 1—100
| №   | Дата             | Проблема                                                                         | Голосование | Против | Воздержались | Не голосовали | отсутствовали |
| --- | ---------------- | -------------------------------------------------------------------------------- | --- | --- | --- | --- | --- |
| 1   | 25 января 1946   | Создание Военно-штабного комитета                                                | Принята без голосования | Принята без голосования | Принята без голосования | Принята без голосования | Принята без голосования |
| 2   | 30 января 1946   | Иранский кризис                                                                  | Принята единогласно | Принята единогласно | Принята единогласно | Принята единогласно | Принята единогласно |
| 3   | 4 апреля 1946    | Советские войска в Иране                                                         | 9-0-1 | | СССР | | Австралия |
| 4   | 29 апреля 1946   | Осуждение режима Франко в Испании                                                | 10-0-1 | | СССР | | |
| 5   | 8 мая 1946       | Советские войска в Иране                                                         | 10-0-0 | | | | СССР |
| 6   | 17 мая 1946      | Процедурные вопросы по принятию новых членов                                     | Принята единогласно | Принята единогласно | Принята единогласно | Принята единогласно | Принята единогласно |
| 7   | 26 июня 1946     | Осуждение режима Франко в Испании, продолжение мониторинга ситуации              | Принята частично | Принята частично | Принята частично | Принята частично | Принята частично |
| 8   | 29 августа 1946  | Приём Афганистана, Исландии и Швеции                                             | 10-0-1 | | Австралия | | |
| 9   | 15 октября 1946  | Международный суд ООН                                                            | Принята единогласно | Принята единогласно | Принята единогласно | Принята единогласно | Принята единогласно |
| 10  | 4 ноября 1946    | Исключение Испанского вопроса из списка вопросов                                 | Принята единогласно | Принята единогласно | Принята единогласно | Принята единогласно | Принята единогласно |
| 11  | 15 ноября 1946   | Международный суд ООН                                                            | Принята без голосования | Принята без голосования | Принята без голосования | Принята без голосования | Принята без голосования |
| 12  | 10 декабря 1946  | Греция, Югославия                                                                | Параграфы 1 и 2 были приняты единогласно, 3 по «большинству голосов» | Параграфы 1 и 2 были приняты единогласно, 3 по «большинству голосов» | Параграфы 1 и 2 были приняты единогласно, 3 по «большинству голосов» | Параграфы 1 и 2 были приняты единогласно, 3 по «большинству голосов» | Параграфы 1 и 2 были приняты единогласно, 3 по «большинству голосов» |
| 13  | 12 декабря 1946  | Приём Сиама                                                                      | Принята единогласно | Принята единогласно | Принята единогласно | Принята единогласно | Принята единогласно |
| 14  | 16 декабря 1946  | Процедурный вопрос                                                               | 9-0-2 | | СССР, США | | |
| 15  | 19 декабря 1946  | Греция и Албания, Югославия и Болгария.                                          | Принята единогласно | Принята единогласно | Принята единогласно | Принята единогласно | Принята единогласно |
| 16  | 10 января 1947   | Создание свободной территории Триест                                             | 10-0-1 | | Австралия | | |
| 17  | 10 февраля 1947  | Отсрочка казни политических заключённых в Греции, Албании, Болгарии и Югославии. | 9-0-2 | | Польша, СССР | | |
| 18  | 13 февраля 1947  | Регулирование и сокращение вооружённых сил                                       | 10-0-1 | | СССР | | |
| 19  | 27 февраля 1947  | Инцидент в проливе Корфу                                                         | 8-0-3 | | Польша, Сирия, СССР | | |
| 20  | 10 марта 1947    | Атомная энергия                                                                  | Принята единогласно | Принята единогласно | Принята единогласно | Принята единогласно | Принята единогласно |
| 21  | 2 апреля 1947    | Опека стратегических областей                                                    | Принята единогласно | Принята единогласно | Принята единогласно | Принята единогласно | Принята единогласно |
| 22  | 9 апреля 1947    | Инцидент в проливе Корфу                                                         | 8-0-2 | | Польша, СССР | Великобритания | |
| 23  | 18 апреля 1947   | Греция                                                                           | 9-0-2 | | Польша и СССР | | |
| 24  | 30 апреля 1947   | Приём Венгрии                                                                    | 10-1 | | Австралия | | |
| 25  | 23 мая 1947      | Приём Италии                                                                     | 10-0-1 | | Австралия | | |
| 26  | 4 июня 1947      | Процедурный вопрос                                                               | Принята единогласно | Принята единогласно | Принята единогласно | Принята единогласно | Принята единогласно |
| 27  | 1 августа 1947   | Индонезийский вопрос                                                             | Проект резолюции был выставлен на голосование по частям. Голосования по тексту в целом проведено не было. О приглашении представителя Индонезии к участию в обсуждении этого вопроса без права голоса (8-3, Франция, Бельгия и Великобритания) и о приглашении представителя Филиппин к участию в обсуждении этого вопроса без права голоса (9-2, Польша, СССР) | Проект резолюции был выставлен на голосование по частям. Голосования по тексту в целом проведено не было. О приглашении представителя Индонезии к участию в обсуждении этого вопроса без права голоса (8-3, Франция, Бельгия и Великобритания) и о приглашении представителя Филиппин к участию в обсуждении этого вопроса без права голоса (9-2, Польша, СССР) | Проект резолюции был выставлен на голосование по частям. Голосования по тексту в целом проведено не было. О приглашении представителя Индонезии к участию в обсуждении этого вопроса без права голоса (8-3, Франция, Бельгия и Великобритания) и о приглашении представителя Филиппин к участию в обсуждении этого вопроса без права голоса (9-2, Польша, СССР) | Проект резолюции был выставлен на голосование по частям. Голосования по тексту в целом проведено не было. О приглашении представителя Индонезии к участию в обсуждении этого вопроса без права голоса (8-3, Франция, Бельгия и Великобритания) и о приглашении представителя Филиппин к участию в обсуждении этого вопроса без права голоса (9-2, Польша, СССР) | Проект резолюции был выставлен на голосование по частям. Голосования по тексту в целом проведено не было. О приглашении представителя Индонезии к участию в обсуждении этого вопроса без права голоса (8-3, Франция, Бельгия и Великобритания) и о приглашении представителя Филиппин к участию в обсуждении этого вопроса без права голоса (9-2, Польша, СССР) |
| 28  | 6 августа 1947   | Греция                                                                           | 10-0-1 | | СССР | | |
| 29  | 12 августа 1947  | Приём Йемена и Пакистана                                                         | Йемен и Пакистан приняты единогласно | Йемен и Пакистан приняты единогласно | Йемен и Пакистан приняты единогласно | Йемен и Пакистан приняты единогласно | Йемен и Пакистан приняты единогласно |
| 30  | 25 августа 1947  | Индонезия                                                                        | 7-0-4 | | Колумбия, Польша, СССР, Великобритания | | |
| 31  | 25 августа 1947  | Индонезия                                                                        | 8-0-3 | | Польша, Сирия, СССР | | |
| 32  | 26 августа 1947  | Индонезия                                                                        | 10-0-1 | | Великобритания | | |
| 33  | 27 августа 1947  | Процедурный вопрос                                                               | 10-0-1 | | Австралия | | |
| 34  | 15 сентября 1947 | Греция и Албания, Югославия и Болгария.                                          | 9-2 | Польша, СССР | | | |
| 35  | 3 октября 1947   | Индонезия                                                                        | 9-0-2 | | Польша, СССР | | |
| 36  | 1 ноября 1947    | Индонезия                                                                        | 7-1-3 | Польша | Колумбия, Сирия, СССР | | |
| 37  | 9 декабря 1947   | Процедурный вопрос                                                               | Принята без голосования | Принята без голосования | Принята без голосования | Принята без голосования | Принята без голосования |
| 38  | 17 января 1948   | Индия, Пакистан и Кашмир                                                         | 9-0-2 | | СССР | | |
| 39  | 20 января 1948   | Индия, Пакистан и Кашмир                                                         | 9-0-2 | | СССР | | |
| 40  | 28 февраля 1948  | Индонезия                                                                        | 8-0-3 | | Аргентина, СССР | | |
| 41  | 28 февраля 1948  | Индонезия                                                                        | 7-0-4 | | Колумбия, Сирия, СССР | | |
| 42  | 5 марта 1948     | Палестина                                                                        | 8-0-3 | | Аргентина, Сирия, Великобритания | | |
| 43  | 1 апреля 1948    | Палестина                                                                        | Принята единогласно | Принята единогласно | Принята единогласно | Принята единогласно | Принята единогласно |
| 44  | 1 апреля 1948    | Палестина                                                                        | 9-0-2 | | СССР | | |
| 45  | 10 апреля 1948   | Приём Бирмы                                                                      | 10-0-1 | | Аргентина | | |
| 46  | 17 апреля 1948   | Палестина                                                                        | 9-0-2 | | СССР | | |
| 47  | 21 апреля 1948   | Индия, Пакистан и Кашмир                                                         | Принята частично | Принята частично | Принята частично | Принята частично | Принята частично |
| 48  | 23 апреля 1948   | Палестина                                                                        | 8-0-3 | | Колумбия, СССР | | |
| 49  | 22 мая 1948      | Палестина                                                                        | 8-0-3 | | Сирия, СССР | | |
| 50  | 29 мая 1948      | Палестина                                                                        | Принята частично | Принята частично | Принята частично | Принята частично | Принята частично |
| 51  | 3 июня 1948      | Индия, Пакистан и Кашмир                                                         | 8-0-3 | | Китай, СССР | | |
| 52  | 22 июня 1948     | Атомная энергия                                                                  | 9-0-2 | | СССР | | |
| 53  | 7 июля 1948      | Палестина                                                                        | 8-0-3 | | Сирия, СССР | | |
| 54  | 15 июля 1948     | Палестина                                                                        | 7-1-3 | Сирия | Аргентина, СССР | | |
| 55  | 29 июля 1948     | Индонезия                                                                        | 9-0-2 | | СССР | | |
| 56  | 19 августа 1948  | Палестина                                                                        | Черновой вариант был принят частично. По всему тексту в целом голосования не проводилось. | Черновой вариант был принят частично. По всему тексту в целом голосования не проводилось. | Черновой вариант был принят частично. По всему тексту в целом голосования не проводилось. | Черновой вариант был принят частично. По всему тексту в целом голосования не проводилось. | Черновой вариант был принят частично. По всему тексту в целом голосования не проводилось. |
| 57  | 18 сентября 1948 | Палестина                                                                        | Принята единогласно | Принята единогласно | Принята единогласно | Принята единогласно | Принята единогласно |
| 58  | 28 сентября 1948 | Международный суд ООН                                                            | Принята без голосования | Принята без голосования | Принята без голосования | Принята без голосования | Принята без голосования |
| 59  | 19 октября 1948  | Палестина                                                                        | Принята без голосования | Принята без голосования | Принята без голосования | Принята без голосования | Принята без голосования |
| 60  | 29 октября 1948  | Палестина                                                                        | Принята без голосования | Принята без голосования | Принята без голосования | Принята без голосования | Принята без голосования |
| 61  | 4 ноября 1948    | Палестина                                                                        | 9-1-1 | | СССР | | |
| 62  | 16 ноября 1948   | Палестина                                                                        | Черновой вариант был принят частично. По всему тексту в целом голосования не проводилось. | Черновой вариант был принят частично. По всему тексту в целом голосования не проводилось. | Черновой вариант был принят частично. По всему тексту в целом голосования не проводилось. | Черновой вариант был принят частично. По всему тексту в целом голосования не проводилось. | Черновой вариант был принят частично. По всему тексту в целом голосования не проводилось. |
| 63  | 24 декабря 1948  | Индонезия                                                                        | 7-0-4 | | Бельгия, Франция, СССР | | |
| 64  | 28 декабря 1948  | Индонезия                                                                        | 8-0-3 | | Бельгия, Франция, Великобритания | | |
| 65  | 28 декабря 1948  | Индонезия                                                                        | 9-0-2 | | СССР | | |
| 66  | 29 декабря 1948  | Палестина                                                                        | 8-0-3 | | СССР, США | | |
| 67  | 28 января 1949   | Индонезия                                                                        | Черновой вариант был принят частично. По всему тексту в целом голосования не проводилось. | Черновой вариант был принят частично. По всему тексту в целом голосования не проводилось. | Черновой вариант был принят частично. По всему тексту в целом голосования не проводилось. | Черновой вариант был принят частично. По всему тексту в целом голосования не проводилось. | Черновой вариант был принят частично. По всему тексту в целом голосования не проводилось. |
| 68  | 10 февраля 1949  | Регулирование и сокращение вооружённых сил                                       | 9-0-2 | | СССР | | |
| 69  | 4 марта 1949     | Приём Израиля                                                                    | 9-1-1 | Египет | Великобритания | | |
| 70  | 7 марта 1949     | Опека стратегических областей                                                    | 8-0-3 | | Египет, СССР | | |
| 71  | 27 июня 1949     | Международный суд ООН                                                            | 9-0-2 | | СССР | | |
| 72  | 11 августа 1949  | Палестина                                                                        | Принята без голосования | Принята без голосования | Принята без голосования | Принята без голосования | Принята без голосования |
| 73  | 11 августа 1949  | Палестина                                                                        | 9-0-2 | | СССР | | |
| 74  | 16 сентября 1949 | Атомная энергия                                                                  | 9-0-2 | | СССР | | |
| 75  | 27 сентября 1949 | Возмещение расходов на помощь странам в комиссиях Совета Безопасности            | 7-1-3 | | Куба, Египет, СССР | | |
| 76  | 5 октября 1949   | Будущие затраты наблюдателей в Индонезии                                         | 9-1-1 | | СССР | | |
| 77  | 11 октября 1949  | Регулирование и сокращение вооружённых сил                                       | 9-0-2 | | СССР | | |
| 78  | 18 октября 1949  | Регулирование и сокращение вооружённых сил                                       | 9-0-2 | | СССР | | |
| 79  | 17 января 1950   | Регулирование и сокращение вооружённых сил                                       | 9-0-0 | | | Югославия | СССР |
| 80  | 14 марта 1950    | Индия, Пакистан и Кашмир                                                         | 8-0-2 | | Индия, Югославия | | СССР |
| 81  | 24 мая 1950      | процедура                                                                        | 10-0 | | | | СССР |
| 82  | 25 июня 1950     | Корея                                                                            | 9-0-1 | | Югославия | | СССР |
| 83  | 27 июня 1950     | Корея                                                                            | 7-1 | Югославия | | Египет, Индия | СССР |
| 84  | 7 июля 1950      | Корея                                                                            | 7-0-3 | | Египет, Индия, Югославия | | СССР |
| 85  | 31 июля 1950     | Корея                                                                            | 9-0-1 | | Югославия | | СССР |
| 86  | 26 сентября 1950 | приём Индонезии                                                                  | 10-0-1 | | Китай | | |
| 87  | 29 сентября 1950 | Китай и Тайвань                                                                  | 7-3-1 | Китай, Куба, США | Египет | | |
| 88  | 8 ноября 1950    | Корея                                                                            | 8-2-1 | Китай, Куба | Египет | | |
| 89  | 17 ноября 1950   | Палестина                                                                        | 9-0-2 | | Египет, СССР | | |
| 90  | 31 января 1951   | Корея                                                                            | принято единогласно | принято единогласно | принято единогласно | принято единогласно | принято единогласно |
| 91  | 30 марта 1951    | Индия, Пакистан и Кашмир                                                         | 8-0-3 | | Индия, СССР, Югославия | | |
| 92  | 8 мая 1951       | Палестина                                                                        | 10-0-1 | | СССР | | |
| 93  | 18 мая 1951      | Палестина                                                                        | 10-0-1 | | СССР | | |
| 94  | 29 мая 1951      | Международный суд ООН                                                            | принято единогласно | принято единогласно | принято единогласно | принято единогласно | принято единогласно |
| 95  | 1 сентября 1951  | Суэцкий канал                                                                    | 8-0-3 | | Китай, Индия, СССР | | |
| 96  | 10 ноября 1951   | Индия и Пакистан                                                                 | 9-0-2 | | Индия, СССР | | |
| 97  | 30 января 1952   | Регулирование и сокращение вооружённых сил                                       | нет деталей голосования | нет деталей голосования | нет деталей голосования | нет деталей голосования | нет деталей голосования |
| 98  | 23 декабря 1952  | Индия и Пакистан                                                                 | 9-0-1 | | СССР | Пакистан | |
| 99  | 12 августа 1953  | Международный суд ООН                                                            | принято без голосования | принято без голосования | принято без голосования | принято без голосования | принято без голосования |
| 100 | 27 октября 1953  | Палестина                                                                        | принято единогласно | принято единогласно | принято единогласно | принято единогласно | принято единогласно |